# Romain Lemarchand
Romain Lemarchand (* 26. Juli 1987 in Longjumeau) ist ein ehemaliger französischer Radrennfahrer.
Lemarchand wurde 2009 französischer U23-Meister im Einzelzeitfahren der U23-Klasse und gewann die U23-Ausgabe des Chrono des Nations. Bis zum Ablauf der Saison 2017 fuhr er bei internationalen Radsportteams, konnte an seine U23-Erfolge jedoch nicht anknüpfen.
Romain Lemarchand ist der Sohn von François Lemarchand, der von 1985 bis 1997 Radprofi war.

## Erfolge
2009
- Französischer Meister – Einzelzeitfahren (U23)
- Chrono des Nations (U23)